# Rumstorf
Rumstorf ist ein Wohnplatz von Lüben, einem Ortsteil der Stadt Wittingen im Landkreis Gifhorn in Niedersachsen.

## Geografie und Verkehrsanbindung
Rumstorf liegt im Nordosten des Landkreises Gifhorn, rund drei Kilometer von der Landesgrenze nach Sachsen-Anhalt entfernt. Rund einhundert Meter nördlich von Rumstorf fließt die Ise.
Durch Rumstorf verläuft eine Gemeindestraße, die in nördlicher Richtung zur Kreisstraße 17 und in südlicher Richtung zur Landesstraße 270 führt. Die nächste Bushaltestelle, sie wird als „Rumstorf Abzweig“ bezeichnet, befindet sich an der Kreisstraße 17 zwischen Lüben und Stöcken, knapp einen Kilometer nördlich von Rumstorf. Von dort aus fährt die Buslinie 121 bis nach Wittingen.

## Geschichte
Rumstorf war ein Vorwerk des Rittergutes Wittingen. Rumstorf gehörte zum Amt Knesebeck, bis 1859 das Amt Knesebeck aufgehoben und seine Ortschaften dem Amt Isenhagen angeschlossen wurden. 1885 wurde aus dem Amt Isenhagen der Kreis Isenhagen gegründet, zu dem auch Rumstorf gehörte.
1910 hatte der Gutsbezirk Rumstorf 6 Einwohner. 1917 wurde das Vorwerk Rumstorf an den aus Stöcken stammenden Friedrich Lührs verkauft, nachdem es der Pächter von Dobberkau aufgegeben hatte. Zu diesem Zeitpunkt waren ein altes Arbeiterhaus und ein Schafstall die einzigen Gebäude des Rumstorfer Hofes, zu dem 100 Hektar Land gehörten. 1923 erfolgte der Bau des Wohnhauses, in den folgenden Jahren die Errichtung weiterer Gebäude. Ende der 1920er Jahre erfolgte im Zuge der preußischen Gebietsreform die Auflösung des Gutsbezirks Rumstorf. 1932 wurde der Kreis Isenhagen aufgelöst, seitdem gehört Rumstorf zum Landkreis Gifhorn. Den Zweiten Weltkrieg überstand das Gut unbeschadet. Zum 1. März 1974 wurde die Gemeinde Lüben mit dem Wohnplatz Rumstorf in die Stadt Wittingen eingemeindet.
Noch heute besteht in Rumstorf der Gutshof, auf dem die Nachkommen von Friedrich Lührs Ackerbau betreiben und Mutterkühe halten. In einem Hofladen des Gutes können landwirtschaftliche Produkte erworben werden. Weitere Einkaufsmöglichkeiten des täglichen Bedarfs und Gastronomie sind in Rumstorf nicht vorhanden.